# Centrale hydroélectrique du Ramier
La centrale hydroélectrique du Ramier est une usine de production d'électricité situé sur l'île du Ramier à Toulouse, sur la Garonne.
Elle appartient à la régie municipale d'électricité de la commune qui revend sa production à EDF.

## Historique
La centrale a été construite en 1917 et mise en service en 1922,,.

## Production
L'usine dispose de 6 turbines ayant une vitesse de 83,3 tr/min et une puissance de 1 000 chevaux. Elle produit 25 gigawattheures d'électricité par an.